# Lobo da Costa
Francisco Lobo da Costa (Pelotas, 12 de julho de 1853 — 19 de junho de 1888) foi um poeta, jornalista e teatrólogo brasileiro. 
Marcado pelo mal do século, Lobo da Costa é um dos nomes mais expressivos do movimento romântico da Literatura do Rio Grande do Sul.

## Biografia
Filho de Antônio Cardoso da Costa e de  Jacinta Júlia da Costa, um casal de classe média, Lobo da Costa despertou para a poesia aos doze anos, ao publicar, no jornal Eco do Sul, um poema em que celebrava a retomada de Uruguaiana pelas tropas brasileiras, durante a Guerra do Paraguai.
Aos quinze anos, empregado na estação de telégrafo local, ele já lia e recitava Castro Alves, Casimiro de Abreu, Gonçalves Dias e Álvares de Azevedo. Inspira-se em Gonçalves Dias para criar uma poesia de temática indianista. Aos dezesseis anos, escreveu Heloísa, trabalho de ficção, em que demonstra sua preocupação com as desigualdades sociais.
A partir daí, começa a publicar com frequência seus poemas em jornais nos quais trabalha como redator e repórter. Criou, em 1869, um semanário literário, A Castália, que circulou até o ano seguinte.
Em 1874, viaja para São Paulo com o propósito, não concretizado, de estudar Direito. Lá convive com estudantes e intelectuais e leva uma vida boêmia que prejudica sua saúde. Publica Lucubrações nesse ano. Debilitado pela doença, parte de São Paulo em 1875, com destino à terra natal, mas acaba por se estabelecer por algum tempo na Ilha do Desterro, atual Florianópolis.
De volta a Pelotas, em 1876, a vida boêmia e desventuras amorosas lhe trazem conflitos com a conservadora sociedade local. Casou-se em 1879, em Jaguarão, com Carolina Augusta Carnal, com quem tem uma filha, Amanda.
A partir de 1881, perambula por várias cidades do Rio Grande do Sul, colaborando com jornais locais e compondo poesias. Em 1883, por encomenda de um grupo amador de Dom Pedrito, escreve uma peça teatral, O Filho das Ondas.
Em 1885, é internado pela primeira vez e, a partir daí, sua vida se divide entre hospitais e bares. No dia 18 de junho de 1888, deixa sem autorização a Santa Casa de Misericórdia de Pelotas e se dirige a uma região de bares chamada de Santa Cruz. No fim da tarde de inverno, é visto em tal região bebendo. É encontrado morto na manhã seguinte por um carroceiro, estando nu, caído numa vala tomada pelas águas da chuva. Ladrões haviam roubado seus pertences e suas roupas. Faleceu aos trinta e quatro anos.

## Obras de Lobo da Costa
A obra poética de Lobo da Costa foi publicada em jornais, em especial  Eco do Sul,  Diário de Pelotas e Progresso Literário. Alguns de seus poemas mais conhecidos são: Isabel, Fragmento, Sombras e Sonhos, Amor, Melodias, Aquele Ranchinho, Os Romeiros da Morte e Adeus.
De acordo com Guilhermino César, Lobo da Costa publicou o romance Espinhos d'Alma em 1872, na cidade de Rio Grande. Em edições póstumas, poesias suas foram reunidas em Dispersas e em Auras do Sul.
Em 1985, a Pontifícia Universidade Católica do Rio Grande do Sul (PUCRS) publicou em livro seu poema épico, Epopéia Farroupilha.

## Obras sobre Lobo da Costa
- MAGALHÃES, Mário Osório– Opulência e Cultura na Província de São Pedro do Rio Grande do Sul (Ed. UFPEL, 1993)
- FAGUNDES, Morivalde de Calvet – Lobo da Costa, ascensão e declínio de um poeta  (Ed. Sulina, 1954)
- CLEMENTE, Elvo – Aspectos da vida e obra de Lobo da Costa (Ed. Selbach, 1953)
- SAPPER, Ângela Treptow; ZANOTELLI, Jandir João. Lobo da Costa, obra completa. Pelotas: EDUCAT, 2003.
- MOREIRA, Alice Campos. Obra poética Lobo da Costa. Porto Alegre: IEL, 1991.
- SOBREIRO JUNIOR, Valter. Em Nome de Francisco (Evocação ao poeta Lobo da Costa). Pelotas: Tchê!
- MAGALHÃES, MANOEL SOARES - O Abismo na Gaveta, romance, Pelotas: Livraria Café Pelotas, 1999